# 서보권
서보권(1992년 1월 18일 (음력 1991년 12월 14일) ~ )은 대한민국의 남자 현대 무용가이다.

## 생애
서보권은 1992년 1월 18일 대전광역시에서 태어나서, 2017년 ~ 2021년  국립현대무용단 무용수로 활동했고 세종대학교 융합예술대학원 현대무용 전공 석사학위를 받았으며  2017 전국 신인 무용 콩쿠르 금상과 2014 베를린 국제 무용 콩쿠르 은상이자  2012 동아 무용 콩쿠르 동상을 수상하였다. 지금 현재 프리랜서로 활동중이며 국립현대무용단 소속이다.

## 학력
- 대전예술고등학교 무용과 (졸업)
- 세종대학교 무용과 (졸업)
- 세종대학교 융합예술대학원 현대무용 전공 (졸업)

## 수상
- 2023 서울무용영화제 최우수 감독상 (안무)
- 2022 무용예술상 포스트극장 예술상 (안무)
- 2018 코리아 국제 무용 콩쿠르 심사위원상
- 2017 전국 신인 무용 콩쿠르 금상
- 2014 베를린 국제 무용 콩쿠르 은상
- 2012 동아 무용 콩쿠르 동상

## 경력
- 2021 - 현재 앰비규어스댄스컴퍼니 무용수
- 2017 - 2021 국립현대무용단 시즌 무용수

## 공연
- 2023년 댄스무아 '프린키피아: 세상에서 가장 아름다운'
- 2023년 유빈댄스 '감각자료'
- 2023년 안은미컴퍼니 '조상님께바치는댄스'
- 2023년 모므로움직임연구소 '빨래방:쌉소리'
- 2023년 휴먼스탕스 'Fog'
- 2023년 노네임소수 'White'
- 2022년 99아트컴퍼니 '제'
- 2022년 춘천공연예술제 '생존기계'
- 2022년 앰비규어스댄스컴퍼니 '사우나세미나'
- 2022년 앰비규어스댄스컴퍼니 '무교육적댄스'
- 2022년 국립현대무용단 '몸쓰다'
- 2022년 앰비규어스댄스컴퍼니 '홀라당'
- 2021년 로댄스프로젝트 '왜곡'
- 2021년 아트프로젝트보라 'Silicone valley'
- 2021년 모다페 안성수픽업그룹 'Short dances'
- 2021년 블랙토무용단 '디스토피아'
- 2021년 아함아트프로젝트 'Never give up'
- 2021년 앰비규어스댄스컴퍼니 '애매모호한갈라쇼'
- 2021년 앰비규어스댄스컴퍼니 '바디콘서트'
- 2021년 앰비규어스댄스컴퍼니 '얼이 섞다 - 춘천'
- 2021년 국립현대무용단 힙합 '춤이나춤이나'
- 2020년 류장현과친구들 '산양의노래'
- 2020년 노네임소수 'Black'
- 2019년 국립현대무용단 '검은돌-모래의기억'
- 2018년 국립현대무용단 '스윙'
- 2018년 국립현대무용단 스웨덴커넥션 '두 점 사이의 가장 긴 거리'

- 2017년 국립현대무용단 '제전악 - 장미의 잔상'